# Manipogo
Il manipogo è un supposto mostro lacustre che abiterebbe nel Lago Manitoba (Manitoba, Canada).
Gli avvistamenti di questo serpente marino, si hanno avuto a partire dal 1908.

## Descrizione
Descritta come simile all'Ogopogo, avrebbe un corpo simile ad un'anguilla, una lunghezza totale intorno ai 3.6 m e uno spessore di 0.6 m.
Diciassette persone intorno agli anni ottanta, dissero di avere visto tre creature gigantesche, di cui due erano grosse e, una era piccola, ma entrambe avevano lo stesso corpo, l'avvistamento avvenne nel lago Manitoba in una zona imprecisata del lago.